# 上阿斯帕克
上阿斯帕克（法語：Aspach-le-Haut，法語發音：[aspak lə o]）是法国上莱茵省的一个市镇，与下阿斯帕克相邻，属于坦恩-盖布维莱尔区。

## 地理
上阿斯帕克（47°46'31"N, 7°7'57"E）面积8.68 平方千米，位于法国大東部大區上莱茵省，该省份为法国东部内陆省份，是阿尔萨斯的一部分，今与下莱茵省组成了阿尔萨斯欧洲集体，其北临下莱茵省，西接孚日省，西南接贝尔福地区省，东侧沿莱茵河与德国相望，南与瑞士接壤。
与上阿斯帕克接壤的市镇（或旧市镇、城区）包括：塞尔奈、下阿斯帕克、米歇尔巴克、罗德伦、莱姆巴克、旧坦恩。
上阿斯帕克的时区为UTC+01:00、UTC+02:00（夏令时）。

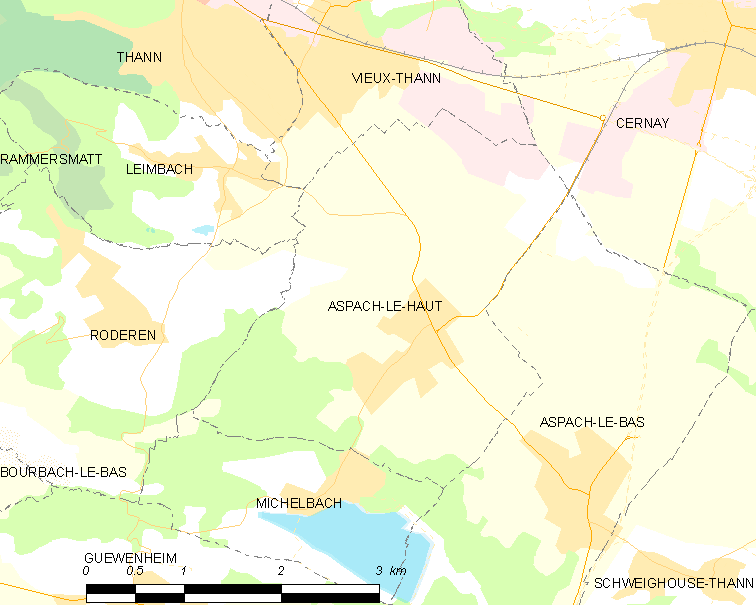
上阿斯帕克的OSM定位图

## 行政
上阿斯帕克的邮政编码为68700，INSEE市镇编码为68012。

## 政治
上阿斯帕克所属的省级选区为塞尔奈县。

## 人口

1962-2008年间上阿斯帕克人口变化图示

上阿斯帕克于2018年1月1日时的人口数量为1453人。